# Rutencrantz
Rutencrantz var en svensk adelsätt, adlad 1671, introducerad 1672, och utslocknad under 1700-talet.
Stamfadern, hertig Gustav av Sachsen-Engern-Westfalen, var son till hertig Magnus II av Sachsen-Lauenburg (1570–1597) och Gustav Vasas dotter, prinsessan Sofia Vasa (1547–1611).
Uppgifterna här är omtvistade och svagt dokumenterade. Gustav av Sachsen-Engern-Westfalen levde 1570-1597. Han ska ha avlidit efter ett vådaskott. Så födelse- och dödsår för Magnus II av Sachsen-Engern-Westfalen stämmer inte. Magnsu den andre levde 1543-1603.
Gustaf Rutencrantz introducerades aldrig enligt Elgenstierna. Han bror Carl var den introducerade. Ätten dog ut med den barnlöse Carls död år 1713.
En kvinna med namnet Brita Gustavsdotter Rutencrantz var gift med Anders Stråle av Sjöared. Men om denna Brita var dotter till Gustav av Sachsen-Engern-Westfalen eller dennes son är inte klarlagt. Uppgifter i Adelsvapen.com gör dock gällande att Brita skulle varit dotter till Gustav av Sachsen-Engern-Westfalen och Anna Knutsdotter Lillie af Ökna. Men några säkra uppgifter om detta äktenskap saknas. Han avled vid 27 års ålder.
I ett utomäktenskapligt förhållande med Anna Knutsdotter Lillie af Ökna, dotter till Knut Knutsson Lillie af Ökna och Anna Bese, föddes två barn till hertig Gustav:
1. Magnus Gustafsson Rutencrantz, (född omkring 1590, död 1640 i Maria Magdalena församling, Stockholm). Gustav II Adolf adlade honom för tapperhet i fält till Magnus Rutencrantz till Hallkved. Hela familjen blev tillfångatagen i Gartz, utplundrad på allt inklusive adelsbrevet. Rutencrantz dömdes till döden 1636 i Tyskland men fick nåd och flyttade till Sverige för att börja på nytt. Han insjuknade snart och dog. Han var gift med Dorothea von Plönnies (född omkring 1616, död 5 mars 1639 i Stockholm). Rutencrantz  lämnade tre barn till förmyndare som försummade sitt ansvar och lät de gods han fått av fadern komma i främmande händer.
  1. Gustaf Rutencrantz född omkring 1630, död 1704. Gift med Vendla Leijonram, dotter av Jonas Tordsson, adlad Leijonram.
    1. Sofia Rutencrantz, född 1674, död 1752-05-08 på Norra Ekagård i Näshults socken. Gift med kaptenen vid Västgöta stånddragonregemente Nils Gyllensparre.
    2. Vendela Gustafsdotter Rutencrantz.Född 1676-03-31 på Tjurtorp,Rumskulla socken,Kalmar län. Död 1732-12-09 Norra Ekagård i Näshults socken . Gift 1714-03-09 med ryttmästare Clas Memsen.
    3. Margareta Rutencrantz. (Född 1672-01) på Fagerbäck, Gårdveda socken, Kalmar län. Död 1753-05-12 Norra Ekagård i Näshults socken. Gift med kapten Melchior Roterman.
    4. Christina Rutencrantz. Född 1665-12-10 på Fagerbäck, Gårdveda socken, Kalmar län.
    5. Magnus Rutencrantz. Född 1670-07-25 på Fagerbäck, Gårdveda socken, Kalmar län.
    6. Brita Rutencrantz. Född 1673-06-01 på Tjurtorp, Rumskulla socken, Kalmar län.
    7. Dorotea Rutencrantz. Född 1663-03-29 på Fagerbäck, Gårdveda socken, Kalmar län. Död 1706-06 i Ås socken,Jämtlands län.

  2. Carl Rutencrantz född 1639, död 1713.
    1. Anna Carlsdotter Rutencrantz född ca 1673, levde 1737. Gift 1693 med Carl Nilsson Grip (1666-1732).
    2. Sofia Carlsdotter Rutencrantz
    3. Christina Carlsdotter Rutencrantz
    4. Dorotea Carlsdotter Rutencrantz
    5. Margareta Carlsdotter Rutencrantz

Med frillan Catharina Mattsdotter fick hertig Gustav:
1. Gustaf Gustafsson Rutencrantz (1596-1620), gift med Christina Månesköld af Seglinge.
  1. Brita Gustafsdotter Rutencrantz, gift 1) med löjtnanten Peder Kåse, och gift 2) med Anders Stråle (Stråle af Sjöared).